# 2002 au Québec
Cet article traite des événements survenus en 2002 au Québec. 

## Événements

### Janvier
- 1er janvier : entrée en fonction officielle des villes fusionnées[1].
- 15 janvier - Début du procès de Maurice Mom Boucher[2].
- 18 janvier : Hydro-Québec signe une nouvelle entente avec les Cris qui recevront 1 milliard de dollars de compensation de plus que ce qui était prévu dans l'accord du mois d'octobre 2001[3].
- 29 janvier : mécontents du prochain remaniement ministériel, les ministres Guy Chevrette et Jacques Brassard démissionnent. David Cliche démissionne également[4].
- 30 janvier : Bernard Landry annonce un remaniement ministériel majeur. Sylvain Simard est le nouveau ministre de l'Éducation. Jean-Pierre Charbonneau est responsable des Affaires intergouvernementales. La Santé passe sous la responsabilité de François Legault. Linda Goupil est ministre d'État à la Solidarité sociale. En plus de l'Environnement, André Boisclair prend en charge les Affaires municipales[5].

### Février
- 11 février : David Pelletier et Jamie Salé remportent la médaille d'argent en couple en patinage artistique, lors des Jeux olympiques de Salt Lake City[6].
- 12 février : démission surprise du ministre Gilles Baril, qui dit ne plus pouvoir supporter la pression médiatique concernant ses liens avec un lobbyiste[7].
- 15 février : David Pelletier et Jamie Salé obtiennent finalement du Comité olympique une médaille d'or pour leur prestation, après un scandale qui a éclaboussé les Jeux olympiques[8].
- 17 février : le film Un crabe dans la tête obtient le Jutra du meilleur film. Luc Picard pour 15 février 1839 et Élise Guilbault pour La Femme qui boit sont les acteur et actrice de l'année[9].
- 18 février : entrée en vigueur du décret fusionnant Chicoutimi, Jonquière, La Baie, Laterrière, Shipshaw, Lac-Kénogami et une partie de Canton-Tremblay pour former la Ville de Saguenay[10].
- 23 février : Marc Gagnon remporte la médaille d'or au 500 mètres de patinage de vitesse aux Jeux olympiques de Salt Lake City. Son équipe a également remporté l'or au 5 000 mètres relais[6].
- 26 février : Québec signe une entente de principe avec les centrales syndicales. La convention collective est prolongée d'un an[11].

### Mars
- 7 mars : le rapport de la commission Séguin sur le déséquilibre fiscal énonce que celui-ci ira en s'aggravant si rien n'est fait pour le contrer. Le fédéral connaîtra d'énormes surplus budgétaires et les provinces retourneront en déficit[12].
- 20 mars : 
  - Stephen Harper devient le nouveau chef de l'Alliance canadienne[13].
  - annonce que le ministre fédéral des Travaux publics a payé trois fois 500 000 $ le groupe de commandites Groupaction pour le même rapport fait en trois exemplaires. C'est le prélude au scandale des commandites[14].
- 26 mars : Joseph Facal annonce des dépenses de 49.7 milliards de dollars pour 2002-2003[15].
- 28 mars : la fonderie Noranda de Murdochville ferme ses portes. Il y a 300 mises à pied[16].

### Avril
- 9 avril : Bernard Landry signe une entente économique de 450 millions de dollars avec les Inuits[17].
- 10 avril : démission surprise de Charles Dutoit, chef d'orchestre de l'OSM depuis 1977[18].
- 15 avril : le PLQ remporte les élections partielles de Anjou et Viger. L'ADQ est victorieuse dans Saguenay[5].

### Mai
- 5 mai : Maurice Boucher est reconnu coupable de meurtres[19].
- 6 mai : Jean Chrétien déclare que le programme des commandites, qui a coûté 40 millions de dollars, a permis de lutter efficacement contre le séparatisme au Québec[20].
- 7 mai : la vérificatrice générale Sheila Fraser demande à la GRC d'ouvrir une enquête sur Groupaction et le programme des commandites[21].
- 8 mai : début d'une grève des employés du câble chez Vidéotron, qui durera une bonne partie de l'année. Certains grévistes, mis en lock-out, causeront des actes de vandalisme privant parfois du câble des centaines de milliers de personnes[22].
- 29 mai : Henri-Paul Rousseau devient président de la Caisse de dépôt et placement[23].
- 30 mai : Claudette Carbonneau est élue présidente de la CSN, succédant ainsi à Marc Laviolette[24].

### Juin
- 7 juin : on apprend que le gouvernement fédéral a continué à distribuer des commandites malgré le fait qu'il ait su dès 2000 que certaines agences avaient été payées pour du travail qui n'a pas été fait[25].
- 12 juin : 
  - l'Assemblée nationale adopte la loi 104 modifiant la Charte de la langue française[26].
  - dépôt d'un projet de loi anti-pauvreté donnant un revenu minimum garanti aux chômeurs et aux assistés sociaux inaptes au travail[27].
- 17 juin : l'ADQ remporte trois des quatre élections partielles (Berthier, Vimont et Joliette). Marie Grégoire devient députée de Berthier. Le PQ gagne difficilement dans Lac Saint-Jean. Le PLQ termine troisième dans trois des quatre comtés[5].
- 23 juin : disparition de Julie Boisvenu à Sherbrooke. La jeune femme est vue pour la dernière fois après une soirée au bar Le Living Room[28].
- 29 juin : découverte du corps de Julie Boisvenu à Bromptonville [29].

### Juillet
- 2 juillet : la canicule est extrême au Québec. À Saguenay, la température monte à 38 °C, un record. À Québec, le facteur humidex est à 49 °C[30].
- 4 juillet : arrestation du suspect dans l'Affaire Julie Boisvenu [31].
- 16 juillet : selon Statistiques Canada, la moyenne d'âge des Québécois est passée de 36.2 à 38.8 ans de 1996 à 2001. Elle était de 25 ans en 1966[32].

### Août
- 2 août : Québec annonce son adhésion aux principes du protocole de Kyoto[33].
- 25 août : les citoyens de Murdochville votent pour la fermeture de leur ville lors d'un référendum. Le gouvernement accueille cette nouvelle plutôt fraîchement[34].
- 29 août : fermeture définitive de l'usine GM à Boisbriand[35].
- 31 août : l'acteur français Gérard Depardieu est décoré chevalier de l'Ordre du Québec[36].

### Septembre
- 7 septembre : lors du conseil national du Parti québécois à Gatineau, Bernard Landry demande la mobilisation de ses 68 000 membres afin de réaliser la souveraineté dans 1 000 jours[37].
- 11 septembre : Québec annonce que la ville de Murdochville restera ouverte[38].
- 19 septembre : inauguration de la nouvelle aluminerie Alcan à Alma[39].
- 23 septembre : Mario Dumont prononce un discours au Canadian Club de Toronto en affirmant que les questions constitutionnelles ne serait pas la priorité d'un gouvernement adéquiste[40].
- 26 septembre : un carambolage monstre impliquant une cinquantaine de véhicules et une dizaine de camions lourds sur l'autoroute 10 à hauteur de Chambly fait 1 mort et 20 blessés[41].

### Octobre
- 1er octobre : 
  - le salaire minimum au Québec est désormais à 7,20 $[42].
  - l'Office de la langue française est renommé en l'Office québécois de la langue française (OQLF), à la suite de l’entrée en vigueur du projet de loi 104[43].
- 3 octobre : l'Orchestre symphonique de Québec fête ses 100 ans[44].
- 9 octobre : Lucien Bouchard reçoit la Légion d'honneur à Paris[45].
- 10 octobre : à Ottawa, un rapport du ministère des Travaux publics indique que plusieurs agences de publicité ont surfacturé le gouvernement dans le cadre du programme des commandites[46].
- 27 octobre : Garou et Daniel Bélanger remportent ex æquo le Félix d'interprète masculin lors du Gala de l'ADISQ. C'est Isabelle Boulay qui obtient le Félix d'interprète féminine de l'année[47].
- 28 octobre : le ministre Paul Bégin démissionne, reprochant à son gouvernement de ne plus faire la promotion de la souveraineté[5].
- 29 octobre : Normand Jutras remplace Paul Bégin à la Justice. Serge Ménard redevient ministre de la Sécurité publique[5].

### Novembre
- 10 novembre : avant-première du film Séraphin : Un homme et son péché à Sainte-Adèle. Réalisé par Charles Binamé, il met en vedette Pierre Lebeau et Karine Vanasse[48].
- 19 novembre : le député péquiste Jacques Baril annonce qu'il ne se représentera pas à la prochaine élection générale[49].
- 21 novembre : démission de Marc Snyder, responsable de la sélection des candidats adéquistes et bras droit de Mario Dumont. Son passé criminel non déclaré (un vol à main armée il y a 15 ans) a été découvert[50].
- 28 novembre : à Ottawa, le rapport Romanow recommande le financement de 25 % des coûts de la santé par le fédéral mais celui-ci doit avoir son mot à dire sur la façon dont la somme sera dépensée. La réaction des 3 partis politiques québécois est plutôt hostile[51].

### Décembre
- 10 décembre : le protocole de Kyoto est ratifié à Ottawa[52].
- 13 décembre : adoption de la loi anti-pauvreté[53].
- 17 décembre : un réseau de prostitution juvénile est démantelé à Québec. L'animateur de radio Robert Gillet et le pharmacien Jacques Racine y sont entre autres impliqués[54].
- 26 décembre : inauguration du nouvel Aquarium de Québec[55].

## Naissances
- 9 février - Hendrix Lapierre (joueur de hockey)
- 6 septembre - Leylah Annie Fernandez (joueuse de tennis)
- 18 octobre - Milya Corbeil-Gauvreau (actrice)[56]

## Décès
- 12 janvier - Nérée De Grâce (dessinateur et peintre) (º 1920)
- 27 janvier - Jo Mallejac (commentateur sportif) (1930)
- 3 février - Lucien Rivard (criminel) (º 16 juin 1914)
- 12 mars - Jean-Paul Riopelle (peintre) (º 7 octobre 1923)
- 14 avril - Gustave Blouin (fabricant et homme politique) (º 12 juillet 1912)
- 28 avril - Stanley Cosgrove (peintre) (º 23 décembre 1911)
- 30 avril - Sylvain Lelièvre (chanteur et compositeur) (º 7 février 1943)
- 9 mai - Robert Layton (ingénieur et homme politique) (º 25 décembre 1925)
- 21 juin - Gilberte Côté-Mercier (activiste) (º 25 mai 1910)
- 10 juillet - Jean-Pierre Côté (ancien lieutenant-gouverneur du Québec) (º 9 janvier 1926)
- 18 juillet - Louis Laberge (syndicaliste) (º 18 février 1924)
- 2 septembre - Claude Larochelle (journaliste sportif) ( 1931)
- 28 septembre - Hartland Molson (homme d'affaires) (º 29 mai 1907)
- 8 octobre - Jacques Richard (joueur de hockey) (º 7 octobre 1952)
- 14 novembre - André Cailloux (acteur) (º 30 mai 1920)
- 5 décembre - Prosper Boulanger (homme d'affaires et homme politique) (º 17 novembre 1918)
- 14 décembre - Suzanne Langlois (actrice) (º 30 octobre 1928)
- 18 décembre - Monique Gaube (Monique Bourgeois) (chanteuse) (º 8 mars 1932)

### Articles généraux
- Chronologie de l'histoire du Québec (1982 à aujourd'hui)
- L'année 2002 dans le monde
- 2002 au Canada

### Articles sur l'année 2002 au Québec
- Loi 104
- Scandale des commandites
- Liste des lauréats des prix Félix en 2002